# 巴黎新村
巴黎新村是上海市的一個新式里弄住宅群，位於重庆南路169弄，修建於1912年至1936年。1997年，巴黎新村和附近的巴黎公寓共同列入上海市第三批優秀歷史建築名單。